# Ázsiai tigrisszúnyog

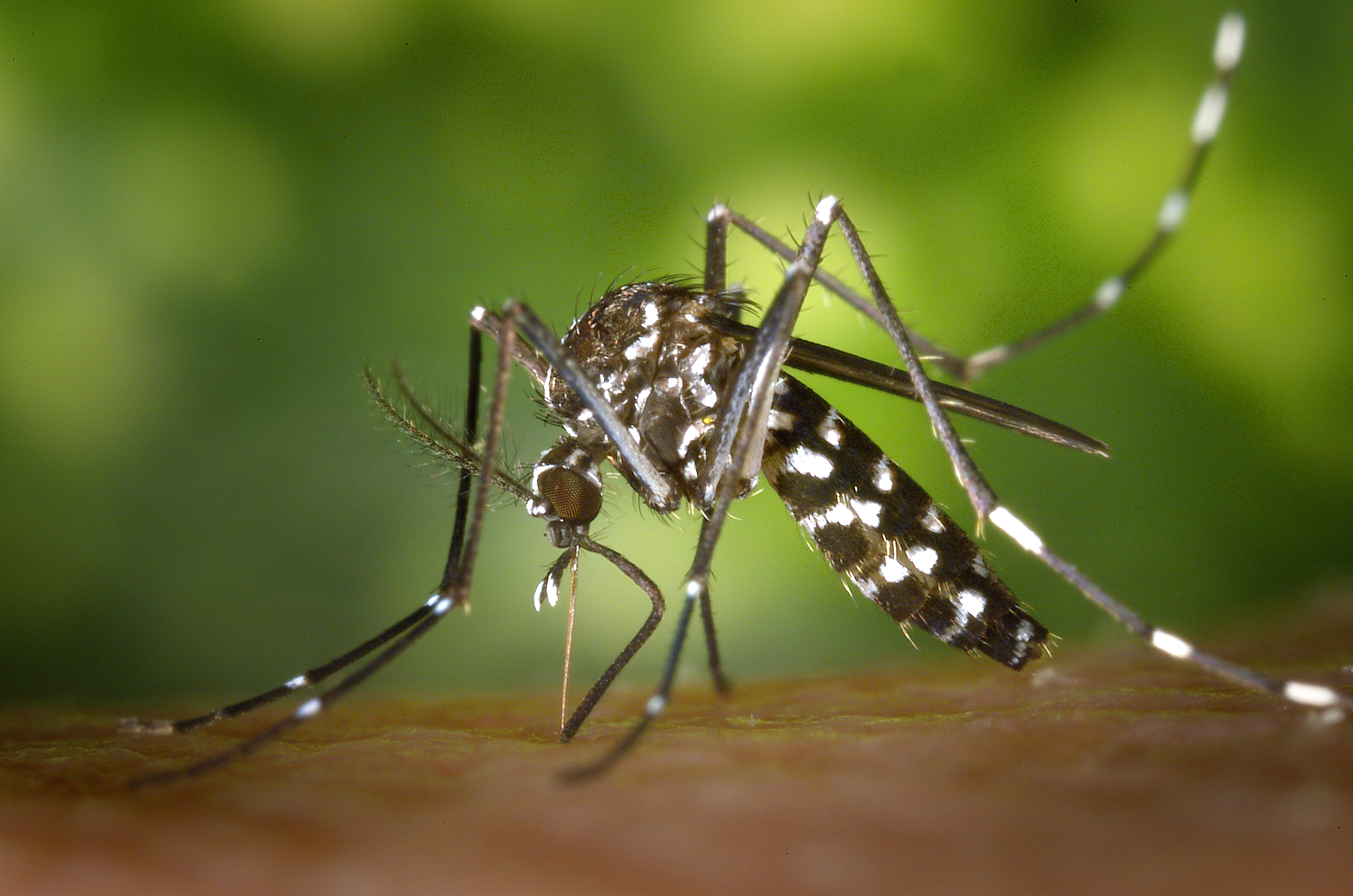
Aedes albopictus, a faj színei nagyon kontrasztosak: a testén fekete alapon fehér vagy ezüst pikkelyekből álló foltok vannak, illetve csíkok szegélyezi lábait, más ennyire kontrasztosan fekete-fehér állat nem él Magyarországon

Az ázsiai tigrisszúnyog vagy napszúnyog, latin nevén Aedes albopictus (Stegomyia albopicta) a rovarok osztályába, a kétszárnyúak rendjébe, a szúnyogfélék családjába tartozó faj. Jellemzői a fekete-fehér csíkos lábak, és a fekete-fehér csíkos test. Délkelet-Ázsiában, a trópusi és szubtrópusi területeken őshonos, de az elmúlt néhány évtizedben a nemzetközi áru- és személyszállítással segítve az egyik legdrasztikusabban terjedő faj szerte a világon. A rovar számos fertőző betegség potenciális terjesztője. Már Magyarországon is megtalálható.

A rovart a tigrishez hasonló csíkos megjelenése miatt hívják tigrisszúnyognak.
A tigrisszúnyog olyan arbovírusos kórokozók hordozója, mint a Nyugat-nílusi vírus, a sárgaláz vírus, az agyvelőgyulladás, a dengue-láz, a Chikungunya-láz, a Zika-vírus, valamint számos fonalféreg (például a Dirofilaria immitis).

## Leírása
1894-ben, a brit-ausztrál entomológus, Frederick A. Askew Skuse volt az első, aki tudományosan leírta az ázsiai tigrisszúnyogot, amit Culex albopictusnak nevezett el (latinul: Culex „szúnyog” és albopictus „fehér mintás”).

## Jellemzői
Körülbelül 2 és 10 mm hosszúságú és feltűnő fehér és fekete mintázatú. A kifejlett szúnyogok mérete változó. A kifejlett szúnyog méretének változása függ a lárva népesség sűrűségétől és a tenyészvíz tápanyag-ellátottságától. Mivel ezek a körülmények ritkán optimálisak, a kifejlett szúnyogok átlagos testnagysága lényegesen kisebb, mint 10 mm. Így például a has átlagos hossza a számítások szerint 2,63 mm, a szárnyak 2,7 mm, és az ormány 1,88 mm-es.
A hímek nagyjából 20%-kal kisebbek, mint a női egyedek, de morfológiailag nagyon hasonlóak. Ezen felül, a hímek lábvégei a hátsó lábakon sokkal ezüstösebbek. Egyéb jellemzőikben nem különbözik a két nem. Lábaik feketén és fehéren gyűrűzöttek, egy jellegzetes fehér vonal fut a szemnél kezdődően a fej közepétől le a háti oldalán a mellkasig. Ez alapján a legegyszerűbb és legbiztosabb azonosítani az ázsiai tigrisszúnyogot.
Mint más szúnyogcsaládoknál, a nősténynek hosszúkás ormánya van, mellyel vért szív fel a lárvák táplálásához. Ezzel szemben a hím elsősorban nektárral táplálkozik.
A nőstény petéit víz közelében (körülbelül 200 méteres körzetében) helyezi el, a lárvák neveléséhez akár kis mennyiségű pangó vízfelület, egy pocsolya is elegendő.
Az ázsiai tigrisszúnyog hasonlít a közönséges háziszúnyoghoz (Culex pipiens), tekintve, hogy ez is szoros szocializációban él az emberekkel, azok közelében, de a háziszúnyog főleg a nagyobb vízfelületek közelében él, és a hideget is jobban tűri az ázsiai tigrisszúnyognál.

## Szerepe a betegségek terjesztésében
Az Aedes albopictus képes továbbítani a kórokozókat és vírusokat, ilyenek például a nyugat-nílusi vírus, sárgaláz vírus, St. Louis encephalitis, dengue-láz és Chikungunya-láz.
Az ázsiai tigrisszúnyog volt felelős a francia szigeten, La Réunionban 2005-2006 szeptemberében kirobbant Chikungunya-járványért, ahol a becslések szerint 266 000 ember fertőződött meg a vírussal, és 248 haláleset következett be a szigeten, valamint az európai kontinensen kitört Chikungunya-lázért, mely 2007 nyarán az olasz Ravenna tartományban is, ahol több mint 200 embert fertőzött meg.
A szúnyog hordozója a Zika-vírusnak, amely Mikrokefáliát, kisfejűséget okoz az újszülöttekben.

## Előfordulása, terjedése
A faj szerepel a Föld száz legkárosabb invazív fajának listáján.
A szúnyog terjedésére az első bizonyíték az európai 1979-es albániai előfordulás után 1983-ban Észak-Amerikában (Memphis) volt, majd nem sokkal azután 1985-ben Texasban is azonosították. 1986-ban pedig már Brazíliában, 1988-ban Mexikóban is, majd a Dominikai Köztársaság és 1995-ben Bolívia, Kuba, Honduras és Guatemala, 1996-ban El Salvador, 1997-ben a Kajmán-szigetek, 1998-ban Argentína, 1999-ben Paraguay, 2001-ben Kolumbia, Panama 2002-ben és 2003-ban Uruguay és Nicaragua következett.
Dél-Afrikában már 1990-ben találtak, 1991-ben Nigériában is, 1999-2000 körül pedig elterjedt Kamerunban, majd 2001-ben a Bioko-szigeteken, Egyenlítői-Guineában és 2006-tól Gabonban is.
A Közel-Keleten 2003-ban akadtak rá először; 2005-ben már megjelent Libanonban és Szíriában is, Izraelben pedig ugyancsak 2003-ban tették közzé az első felfedezését.
Az utóbbi évtizedekben Európában is megjelent; 2020 környékén Magyarországon is.

### Megjelenésük Európában

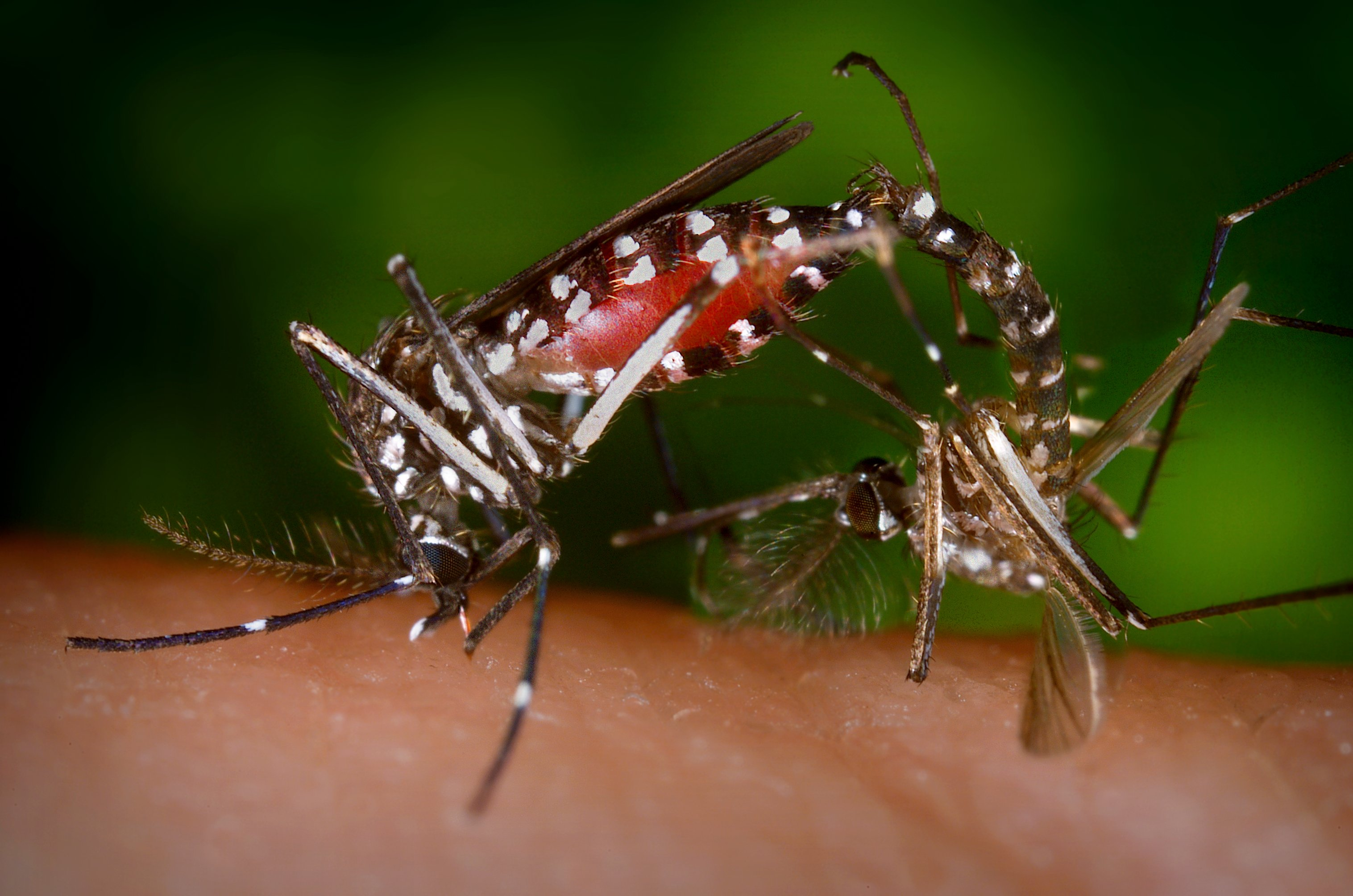
Vérrel táplálkozó nőstény Aedes albopictus párzás közben

A University of Liverpool Cyril Caminade által vezetett kutatócsoport kiszámította, hogy a Délkelet-Ázsiában őshonos tigrisszúnyog az éghajlatváltozás miatt 2030-2050 között a legtöbb európai államban is meg fogja találni a szükséges életkörülményeket.
Az első európai ország, ahol megtalálták, Albánia volt 1979-ben, ahova állandó áruszállítás folyt Kínából. Ők 1990-1991 körül valószínűleg használt gumiabroncsokkal hozták be, ahol a rovarok még Ázsiában belepetéztek a tengerjárókon szállított gumiabroncsok belsejében összegyűlő esővízbe, de bekerült Európába a mostanában népszerűvé vált növénnyel, a szerencsebambusszal (Dracaena sanderiana) is, azok iszapjában. Megjelent Olaszországban és mára szinte az egész olasz szárazföldön, de Szicílián és Szardínián is. 1999-től pedig Franciaország kontinentális területén, különösen a dél-franciaországi területeken. 2002-ben Korzikán egy faluban is találtak, 2000-ben már Belgiumban is, 2001-ben Montenegróban, 2003-ban már dél Svájcban a Ticino kantonban és Görögországban, 2004-ben Spanyolországban, 2005-ben Horvátországban, Hollandiában és Szlovéniában, valamint 2006-ban Bosznia Hercegovinában. 2007 szeptemberében, pedig már Németországban, Baden-Württemberg tartományban is, 2011 júliusában pedig az A5-ös autópálya egyik töltőállomásán is fellelték az ázsiai tigrisszúnyog egy példányát.

## Klímaváltozás Európában
A Liverpooli Egyetem és az angol egészségügyi hatóság közös kutatást végzett. A két intézet számítógépes szimulációja kimutatta, hogy a következő fél évszázadban a Chikungunya-lázat terjesztő rovar még jobban elterjed majd Európa-szerte. Szerintük az elmúlt években Németországban, Hollandiában és Olaszországban fellelt tigrisszúnyog populáció terjeszkedése szorosan összefügg Európa éghajlatváltozásával.
A Journal of the Royal Society Interface című szaklap tanulmánya szerint az elmúlt két évtized klímaváltozása megfelelő élőhelyet teremtett a vérszívóknak Nyugat-Európában és a Balkán-félszigeten. „Figyelembe véve a tendenciát, a jövőben egyre északabbra várható a szúnyogok megjelenésének kockázata” az Independent a tanulmánya szerint, amelyben a hatvanas és nyolcvanas évek között a vérszívók számára kedvező dél-spanyol, kelet-adriai és nyugat-török éghajlati jellemzőket mutattak ki Benelux-államokban, Nyugat-Németországban, Dél-Angliában és a Balkánon is.